# گورامی

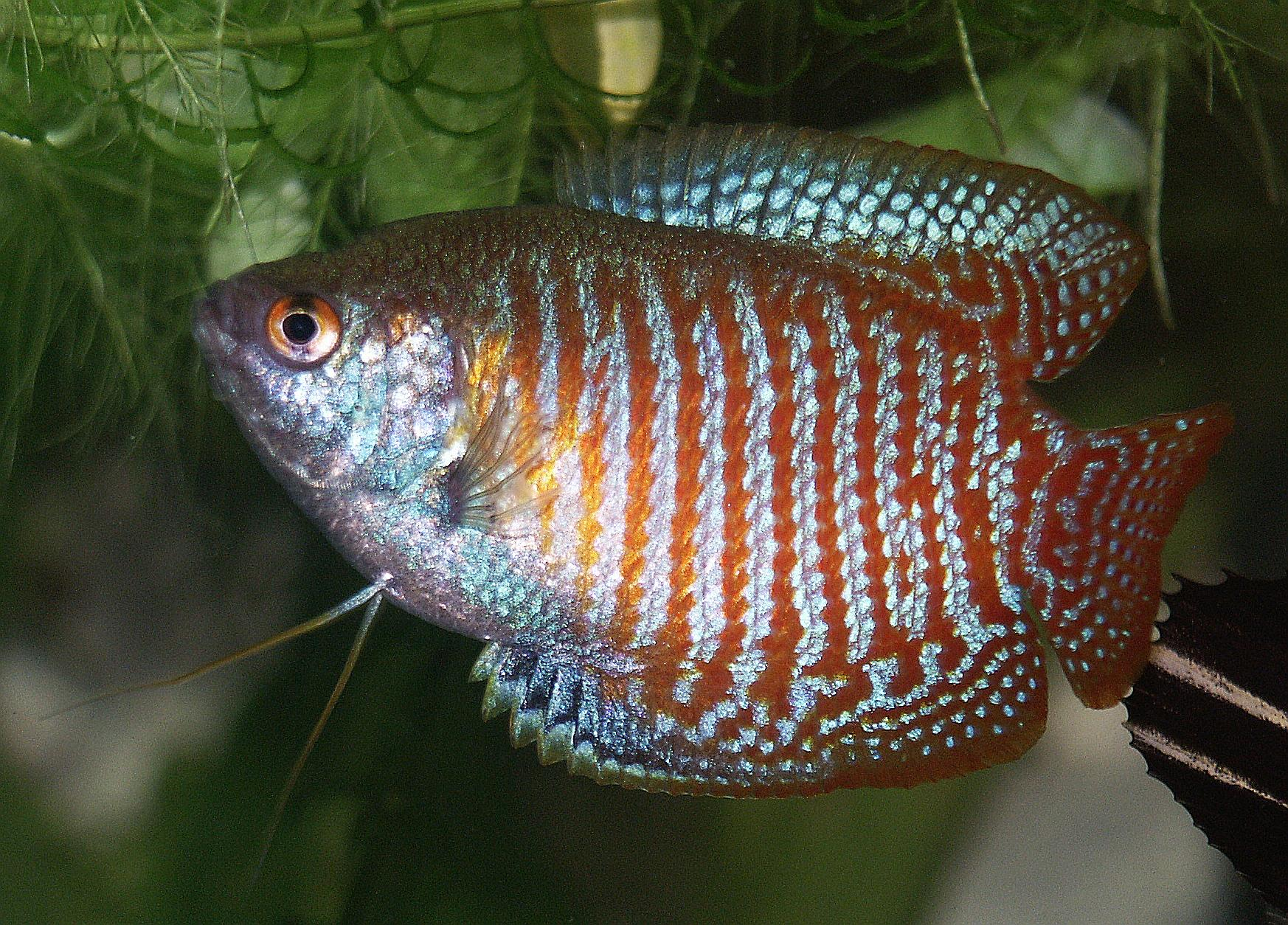
گورامی کوتوله (Colisa lalia) یا گورامی دارف

گورامیها ماهیانی پرتوباله از راسته سوف‌ماهی‌سانان (Perciform) از خانواده Osphronemidae هستند. تاکنون حدود ۹۰ گونه ماهی در این خانواده شناخته شده‌است که در ۱۳سرده طبقه‌بندی شده‌اند. بسیاری از گورامی‌ها در قسمت پیشین باله لگنی خود، پرتوی کشیده و باریکی دارند. این خانواده به نام Polyacanthidae نیز شهرت دارد. بعضی از ماهیانی که هم‌اکنون به‌عنوان خانواده گورامی‌ها طبقه‌بندی می‌شوند در گذشته جزء خانواده Anabantidae به‌شمار می‌آمدند اخیراً خانواده فرعی Belontiinaeاز خانواده Belontiidae تشکیل شده‌است.

## ویژگی‌ها
گورامی‌ها ماهی‌های بسیار زیبایی هستند که اغلب به ماهی‌های کوچک‌تر از خود آسیب می‌رسانند.

### تنفس
این ماهی اندام‌های تنفسی مازمانندی (هزارتو) شبیه به ریه دارد که به کمک آن‌ها ماهی می‌تواند در آب‌هایی که دارای کمبود اکسیژن هستند از هوای اتمسفر خارج از آب تنفس کنند.

### اندازه
اندازه این ماهی در انواع مختلف از ۵ تا ۲۰ سانتی‌متر متغیر است.

### طول عمر
انواع این گونه، به‌طور متوسط ۵ سال عمر می‌کنند.

### نگهداری از تخم‌ها
بسیاری از انواع این گونه، از تخم‌های خود نگهداری می‌کنند. بعضی از آن‌ها تخم‌ها را در دهانشان نگهداری می‌کنند و بقیه همانند ماهی جنگجوی سیامی و Beta splendens آشیانه‌های حبابی می‌سازند.

## زیستگاه
زادگاه اصلی گورامی‌ها هند، چین، تایلند، سوماترا و شبه جزِیره مالاِی می‌باشد.

## شرایط زندگی

### آب
این ماهی ساکن آب‌های شیرین و p.h خنثی است.

### دما
دمای مناسب این ماهی بین محدوده ۲۲ تا ۲۸ درجه سانتی گراد می‌باشد.

## نگهداری در آکواریوم
نگهداری گورامی‌ها در آکواریوم رواج زیادی دارد. به دلیل اندام تنفسی منحصر به فرد، در نگهداری آن‌ها پمپ اکسیژن ضروری نیست. این ماهی امروزه توسط انسان‌ها و در کشورهای مختلف به صورت تجاری پرورش می‌یابد. هم چنین بخاطر ساده بودن شرایط تولید مثل، آن‌ها به صورت خانگی و توسط افراد مبتدی نیز تکثیر می‌شوند.

## تشخیص جنسیت
- باله پشتی نر بلندتر از ماده و نوک تیز است ولی ماده کوتاهتر و نوک آن هلال است.
- ماهی نر باله زیر شکمی بلند تری نسبت به ماده دارد.
- ماهی نر بدنی کشیده و لاغر دارد ولی ماهی ماده بدنی گرد و چاق و از عرض پهن است.